# 陆渝蓉
陆渝蓉（1932年10月—2022年8月23日），江苏无锡人，中华人民共和国气象学家，南京大学原党委书记，中国气象学会原副理事长，中国气候研究会原副主任。